# Bauen
Bauen é uma comuna da Suíça, no Cantão Uri, com cerca de 195 habitantes. Estende-se por uma área de 3,77 km², de densidade populacional de 52 hab/km². Confina com as seguintes comunas: Flüelen, Isenthal, Seelisberg, Sisikon.
A língua oficial nesta comuna é o Alemão.